# Тік-Губа
Тік-Губа (рос. Тик-Губа) — населений пункт, підорядкований місту Апатити Мурманської області Російської Федерації.
Населення становить 2 особи. Орган місцевого самоврядування — Апатітський міський округ.

## Населення
| 2002 | 2010 |
| ---- | ---- |
| 2    | →2   |